# Trèvol subterrani
El trèvol subterrani (Trifolium subterraneum) és una planta herbàcia rastrera i teròfita de la família de les fabàcies.

## Descripció
Herba anual i vellosa, de tiges procumbents. Les seues tiges són curtes i estan esteses a l'hivern, s'allarguen a la primavera conservant-se postrades i presenten pubescència. Les fulles són alternes i trifoliades, amb els folíols subsèssils, emarginats i pilosos a sengles superfícies. Aquest a més també són arrodonits i obcordiformes. El limbe en general és sencer. La taca foliar forma una decoloració triangular en el centre de cada folíol i els seus extrems semblen continuar en els altres folíols. Els pecíols són curts i d'igual longitud. Té estípules amples acabades en una punta curta. La inflorescència és una mena de capítol de poques flors (de 2 a 6 fèrtils i diverses estèrils raduïdes als calzes), sense cap involucre. El calze és zigomorfi està dividit en dents filiformes. En les flors fèrtils, el calze mesura 3 mil·límetres com a màxim, mentre que a les estèrils és més llarg, cilíndric i massís; en tots dos casos solen presentar tonalitats rogenques a la part apical. La corol·la és blanquinosa, amb el tub molt llarg. El fruit és un llegum. Durant la fructificació, el peduncle del capítol es va torçant cap a terra, fins a enterrar els llegums i les llavors. Amb les primeres pluges de la tardor es produeix la germinació de les llavors. L'arrel és pivotant, poc profunda amb nombroses ramificacions laterals. La seua floració va des de març fins a agost.

## Distribució
És originària del sud d'Europa. Creix en pastures nitròfiles una mica humides i pradells terofítics, sobre substrat silícic.
El trobem a les províncies de Barcelona, Castelló, Catalunya Nord, Girona, Illes Balears, Lleida, Tarragona i València.

## Usos
Se li pot donar un ús comestible o alimentari, també com a planta farratgera.